# الأخيوة
قرية الأخيوة هي إحدى القرى التابعة لمركز الحسينية في محافظة الشرقية في جمهورية مصر العربية. حسب إحصاءات سنة 2006، بلغ إجمالي السكان في الأخيوة 20276 نسمة، منهم 10345 رجلا و9931 امرأة.